# Теренция
Тере́нция (лат. Terentia; родилась около 98 года до н. э. — умерла в 4 году) — жена Марка Туллия Цицерона из богатого аристократического рода Теренциев. По описаниям, была женщиной честолюбивой, оказывала сильное влияние на своего мужа — в частности, заставила Цицерона дать показания, которые разрушили алиби Публия Клодия Пульхра во время дела о святотатстве в 61 году до н. э. В 46 году до н. э. Цицерон разводится с ней, после чего вступает в недолгий брак с Публилией.
У Теренции и Цицерона были дочь, умершая при родах в 45 году до н. э., и сын, вершиной карьеры которого стало консульство 30 года до н. э.

## Происхождение
Теренция происходит из влиятельного плебейского рода Теренциев. Весьма вероятно, что она была родственницей Марка Теренция Варрона, так как Марк Туллий Цицерон был его хорошим другом. О её отце практически ничего неизвестно, скорее всего он умер ещё до рождения Теренции. Она и была единственной наследницей его состояния, потому как у неё не было братьев. Также она стала владелицей нескольких поместий, которые приносили ей до 80 000 сестерциев дохода в год. У Теренции была сводная сестра Фабия, которая была весталкой. Большая часть информации о Теренции получена из писем Цицерона ей и его брату Квинту Туллию.

## Биография
Не позднее 76 г. до н. э. Теренция сочеталась браком с Цицероном. Её приданое составляло 100 тыс. денариев. Карьере Цицерона весьма содействовало то, что он породнился с состоятельной семьёй. У них с Цицероном была дочь Туллия и сын Марк Туллий. Плутарх описывает Теренцию, как честолюбивую женщину. Она занималась делами семьи Цицерона, вникала в вопросы его политической жизни. После добровольной ссылки Цицерона Теренция настаивала на том, чтобы статус его жены был сохранён. Сама она получала убежище у сестры в доме весталок. В 46 г. до н. э. Цицерон разводится с Теренцией, так как она обвиняет его в измене, а он утверждал, что она плохо управляла его имуществом.
О жизни Теренции после развода мало что известно. Почти сразу она вновь вышла замуж за Саллюстия Криспа, политического противника Цицерона и историка, который был лет на десять моложе её, а после смерти Саллюстия — в третий раз замуж за оратора и писателя Марка Валерия Мессалу Корвина, который был намного моложе её и пережил жену.
После смерти Цицерона она прожила ещё четыре десятилетия. Согласно Плинию и Валерию Максиму, Теренция умерла в возрасте 103 лет.